# North East England
Északkelet-Anglia (angolul North East England) egyike Anglia régióinak.

## Közigazgatási felosztása
| Térkép                    | Ceremoniális megye (Ceremonial county) | Egységes hatóság (Unitary Authority)                                                      | Nagyvárosi kerületek (Metropolitan districts) |
| ------------------------- | -------------------------------------- | ----------------------------------------------------------------------------------------- | --------------------------------------------- |
|                           | 1. Northumberland                      |                                                                                           |                                               |
| 2. Tyne and Wear *        | 2. Tyne and Wear *                     | a) Newcastle upon Tyne, b) Gateshead, c) North Tyneside, d) South Tyneside, e) Sunderland |                                               |
| Durham                    | 3. Durham                              | 3. Durham                                                                                 |                                               |
| Durham                    | 4. Darlington                          |                                                                                           |                                               |
| Durham                    | 5. Hartlepool                          |                                                                                           |                                               |
| Durham                    | 6. Stockton-on-Tees                    |                                                                                           |                                               |
| North Yorkshire (részben) | 6. Stockton-on-Tees                    | 6. Stockton-on-Tees                                                                       |                                               |
| North Yorkshire (részben) | 7. Redcar and Cleveland                |                                                                                           |                                               |
| North Yorkshire (részben) | 8. Middlesbrough                       |                                                                                           |                                               |

*: nagyvárosi megye (metropolitan county).

## Főbb városok
- Newcastle upon Tyne – 302 820 fő (2019)
- Sunderland – 277 417 fő (2018)
- North Tyneside – 207 913 fő (2011)
- South Tyneside – 148 127 fő (2011)
- Middlesbrough – 140 545 fő (2018)
- Gateshead – 120 046 fő (2011)
- Darlington – 92 363 fő (2011)
- Hartlepool – 90 260 fő (2006)
- Stockton on Tees – 83 490 fő (2009)
- South Shields – 75 337 fő (2011)
- Tynemouth – 67 519 fő (2011)
- Durham – 48 069 fő (2011)

## Fordítás
- Ez a szócikk részben vagy egészben  a   North East England című angol Wikipédia-szócikk fordításán alapul.  Az eredeti cikk szerkesztőit annak laptörténete sorolja fel. Ez a jelzés csupán a megfogalmazás eredetét és a szerzői jogokat jelzi, nem szolgál a cikkben szereplő információk forrásmegjelöléseként.
- Ez a szócikk részben vagy egészben  a   North East England című német Wikipédia-szócikk fordításán alapul.  Az eredeti cikk szerkesztőit annak laptörténete sorolja fel. Ez a jelzés csupán a megfogalmazás eredetét és a szerzői jogokat jelzi, nem szolgál a cikkben szereplő információk forrásmegjelöléseként.